# Rosslea
Rosslea, auch Roslea (irisch Ros Liath), ist ein Dorf in der historischen Grafschaft Fermanagh, Nordirland. Der Ort gehörte zum aufgelösten District Fermanagh und gehört seit 2015 zum District Fermanagh and Omagh. Es liegt 40 Kilometer westlich der Stadt Enniskillen an der Grenze zur Grafschaft Monaghan, die zur Republik Irland gehört. In der Umgebung des Ortes befinden sich mehrere kleine Seen; durch den Ort fließt der Fluss Finn, einer der Zuflüsse des Lough Erne. Beim Zensus 2001 wurden in Rosslea 554 Einwohner gezählt. Davon waren 97,5 Prozent römisch-katholisch und 2,0 Prozent protestantisch (oder einer andern christlichen Religion zugehörig). Die Arbeitslosenquote (16–74 Jahre) betrug 10,6 Prozent (Nordirland: 4,1 Prozent).
Einer Beschreibung von 1880 zufolge hatte Rosslea 377 Einwohner in 68 Familien. Im Ort waren unter anderem eine römisch-katholische Kirche, zwei Schulen, zwei Mühlen und eine Polizeistation vorhanden. In Rosslea wurden ein Wochenmarkt und ein monatlicher Viehmarkt abgehalten.
Im Oktober 1883 war Rosslea Schauplatz einer Kundgebung von 5000 Nationalisten, die die Selbstverwaltung Irlands forderten. An einer vom Oranier-Orden unter Baron Rossmore organisierten Gegendemonstration nahmen 7000 Menschen teil. Ein Hochwasser des Flusses Finn erleichterte der Polizei die Trennung beider Demonstrationen.
Während des Irischen Unabhängigkeitskrieges brannten Polizisten der Royal Irish Constabulary und der Ulster Special Constabulary (USC) im Februar 1921 nahezu jedes von Katholiken bewohnte Haus in Rosslea nieder. Zuvor war ein Anschlag der IRA auf einen USC-Polizisten gescheitert. Im März 1921 verübte die IRA Anschläge auf 21 Häuser von USC-Polizisten im Gebiet von Rosslea. Dabei wurden drei Menschen getötet. Die Anschläge, die vom Kommandeur der 2. Northern Division der IRA Eoin O’Duffy angeordnet worden waren, stießen bei Nationalisten und Unionisten auf Empörung.
Nach der Teilung Irlands 1921 kam Rosslea zu Nordirland. Ein Vorschlag der gemeinsamen Grenzkommission von 1925, Rosslea im Zuge geringfügiger Grenzkorrekturen dem Irischen Freistaat zuzuschlagen, blieb unverwirklicht. Die Grenzziehung unterbrach die engen wirtschaftlichen Beziehungen Rossleas zu den Städten Monaghan (15 Kilometer östlich) und Clones (sechs Kilometer südwestlich). Bei der Benutzung offiziell zugelassener Grenzübergänge verlängerte sich der Weg nach Monaghan auf 48 Kilometer und nach Clones auf 29 Kilometer. Nach erheblichem Druck wurde 1956 die direkte Straßenverbindung nach Monaghan für den Personenverkehr, nicht jedoch für den Warenverkehr offiziell freigegeben. Zudem bestanden zahlreiche grenzüberschreitende Nebenstraßen, die für Besuche, zum Kirchgang oder von Landwirten zur Bestellung ihrer teils beiderseits der Grenze liegenden Felder genutzt wurden. An Einheimische wurden Genehmigungen zur Benutzung der inoffiziellen Grenzübergänge ausgegeben. Da der Verkehr an den inoffiziellen Grenzübergängen kaum kontrolliert wurde, waren Ende der 1960er Jahre nur noch wenige Anwohner im Besitz einer gültigen Erlaubnis.
Im November 1955 griff Saor Uladh, eine republikanische Splittergruppe um Liam Kelly, die Polizeistation der RUC in Rosslea an. Dabei wurde ein Polizist verletzt; einer der Angreifer starb an seinen Verletzungen nach der Flucht über die Grenze. Während der Border Campaign zwischen 1956 und 1962 griff die IRA mehrfach die Polizeistation an.
Während des Nordirlandkonflikts starben zwischen 1972 und 1994 14 Menschen im Gebiet von Rosslea. Hierunter waren vier Soldaten der britischen Armee, ein Angehöriger des Ulster Defence Regiments, vier Polizisten der RUC, zwei IRA-Mitglieder und drei Zivilisten. Anfang der 1970er Jahre blockierte und sprengte die britische Armee die inoffiziellen Grenzübergänge, um ihre Benutzung durch die IRA zu verhindern. Dies führte zu Protesten der Bevölkerung; zum Teil wurde versucht, die Straßen wieder passierbar zu machen. Nach dem Waffenstillstand der IRA von 1994 wurden die grenzüberschreitenden Straßen wiederhergestellt. Im Zuge der Normalisierung von Sicherheitsmaßnahmen wurde im November 2005 die stark befestigte Polizeistation von Rosslea geschlossen und später abgerissen. Zuvor hatte die IRA das Ende ihrer bewaffneten Kampagne erklärt.
Anfang der 1990er Jahre entstand im ehemaligen Schulgebäude das Rosslea Heritage Center, das unter anderem die seit 1847 in der Umgebung von Clones betriebene Fertigung von Spitzendeckchen dokumentiert.